# Desastre do Cheche
O Desastre do Ché Ché foi um trágico episódio do lado português na Guerra de Independência da Guiné-Bissau, ocorrido em 6 de Fevereiro de 1969. Tratou-se de um naufrágio e não de um confronto militar, que ocorreu devido à retirada do Exército Português de Madina do Boé, na Guiné Portuguesa durante a Guerra Colonial Portuguesa.

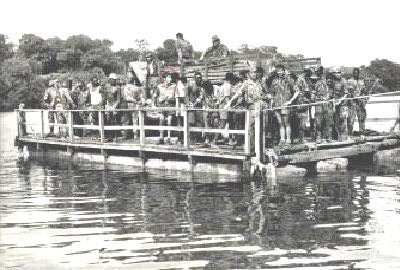
Jangada Desastre de Ché Ché

## A Tragédia
O  Brigadeiro António de Spínola, Governador e Comandante-Chefe, decidiu evacuar as tropas portuguesas para o leste do país, uma região pouco povoada e sem valor estratégico, pois o acampamento em Madina do Boé estava cercado e a sofrer constantes ataques dos guerrilheiros do PAIGC. O acampamento foi  ocupado pelas forças do PAIGC no mesmo dia em que as tropas portuguesas evacuaram o local.
A evacuação incluía a Companhia de Caçadores 1790 e a Companhia 2405. Após o abandono do quartel no leste, as tropas estabeleceram-se em Ché Ché, e pretendiam atravessar o [[Rio Corubal] por meio de jangadas.
Quando estavam a atravessar o rio, as jangadas desequilibraram-se e estima-se que 50 militares morreram. 
"Entraram todos na mesma jangada, que passou a levar o dobro da sua capacidade de segurança. A meio do rio, a jangada adornou para um lado e atirou vários homens à água, balançou para o outro e cuspiu outros tantos. Carregados com a espingarda, a cartucheira à cintura, as botas, muitos afundaram-se como pregos no rio, pacífico na estação seca, de Novembro a Maio. Sem gritos, sem esbracejares. Naquele momento, a dimensão do acidente passou despercebida. Só quando a jangada chegou à outra margem se percebeu a tragédia. Faltavam cerca de 50 homens (quase todos da metrópole). Este acontecimento ficou conhecido como o desastre de Ché Ché."
-Revista Público